# Municipio de Moss Creek
El municipio de Moss Creek (en inglés: Moss Creek Township) es un municipio ubicado en el condado de Carroll en el estado estadounidense de Misuri. En el año 2010 tenía una población de 102 habitantes y una densidad poblacional de 1,08 personas por km².

## Geografía
El municipio de Moss Creek se encuentra ubicado en las coordenadas 39°18′36″N 93°35′17″O / 39.31000, -93.58806. Según la Oficina del Censo de los Estados Unidos, el municipio tiene una superficie total de 94.47 km², de la cual 94,47 km² corresponden a tierra firme y (0 %) 0 km² es agua.

## Demografía
Según el censo de 2010, había 102 personas residiendo en el municipio de Moss Creek. La densidad de población era de 1,08 hab./km². De los 102 habitantes, el municipio de Moss Creek estaba compuesto por el 99,02 % blancos y el 0,98 % eran de una mezcla de razas. Del total de la población el 0,98 % eran hispanos o latinos de cualquier raza.